# Smilax hypoglauca
Smilax hypoglauca är en enhjärtbladig växtart som beskrevs av George Bentham. Smilax hypoglauca ingår i släktet Smilax och familjen Smilacaceae. Inga underarter finns listade.